# Villa Palazzon
Villa Morosini, Pisani, Romanin Jacur, detta "Palazzon", è una villa veneta di Zianigo, frazione di Mirano, in provincia di Venezia.
Il soprannome con cui è comunemente nota è utilizzato in quasi tutto il Veneto per designare le ville più importanti o imponenti. Sorge a nord del centro abitato in località Castelliviero, toponimo che rimanda a un'antica fortezza costruita, secondo la tradizione, dal generele romano Oliveirus per proteggere il decumano massimo (via Desman) della centuriazione patavina.

## Storia
I più antichi proprietari di cui si abbia notizia furono i Morosini i quali, grazie alle parentele instaurate con i Tempesta in epoca medievale, avevano ereditato diversi beni nella zona.
Il complesso fu costruito nel corso del Cinquecento sui resti, forse, del Castelliviero e ne avrebbe conservato l'aspetto imponente. Di certo era stato ultimato nel 1568, quando Silvestro Morosini fece costruire l'oratorio intitolato al suo santo patrono (oggi è dedicato alla Madonna Immacolata); forse nello stesso periodo fu piantata la farnia secolare che si innalza accanto alla chiesetta.
Passato ai Pisani, attualmente è sede di un'azienda agricola della famiglia Romanin Jacur.

## Descrizione
Il Palazzon è costituito dalla casa padronale, dall'abitazione del gastaldo, dagli edifici della servitù e da altre costruzioni di servizio come cantine e barchesse. Il tutto è completato dalla chiesetta la quale, pur isolata rispetto al resto del complesso, è compresa nelle pertinenze delimitate da mura e fossati.
La casa padronale ha pianta rettangolare e si sviluppa su due livelli. I due fronti, l'uno rivolto a nord, verso la strada, e l'altro - il principale - a sud, verso il giardino, presentano la medesima impostazione. Le aperture sono distribuite secondo una simmetria centrale, determinata dal portale d'ingresso al piano terra. Si tratta di un'apertura arcuata a tutto sesto, con cornice lapidea a bugnato e sormontata da un concio in chiave di volta con mascherone; un'elegante mezzaluna in ferro ne chiude la parte superiore. Il motivo ad arco è ripetuto nei due ingressi carrabili posti ai lati dell'edificio. Alcune aperture sono impreziosite da cornici più lavorate in pietra di Nanto: fanno intuire quanto la villa risaltasse nell'antico panorama architettonico e che, forse, essa fosse solo una parte di un grandioso progetto rimasto incompiuto.
Gli interni sono organizzati secondo il tipico schema della villa veneta, con il salone passante in cui si notano tracce di una decorazione alla sansovina. Anche nelle barchesse sussistono simili ornamenti e non si esclude che fossero completati da tavole dipinte.
Verso sud si colloca l'oratorio, con la facciata delimitata da due lesene di ordine dorico. Degno di nota il triplice utilizzo di timpani triangolari a più fasce modanate (sopra l'ingresso, a coronamento della facciata e sul campaniletto a vela).